# Christian Gottlob Glück
Christian Gottlob Glück (* 1812; † 1887) war ein deutscher evangelischer Theologe und Pionier der Missionswissenschaft.
Glück war Sohn des Landwirts und pietistischen Laienpredigers Samuel Friedrich Glück aus Siehdichfür und der Margarethe, geb. Delmessier, aus Pinache bei Mühlacker. Sie stammte aus einer alten Waldenserfamilie, die 1699 nach Württemberg einwanderte.
Glück besuchte die Schule der Basler Mission und wurde 1838 selbst dort Dozent. 1845 wurde er in Basel zum Pfarrer ordiniert. 1852 berief ihn die Universität Bern zum a.o.Prof. für Kirchengeschichte; 1868 wurde Glück zum o.Prof. der Universität Breslau ernannt. Glück starb 1887 auf einer Vortragsreise in Halle (Saale).

## Werke
- Zinzendorf und die Herrnhuter Mission in Nordamerika, Leipzig, 1844.
- Zahlreiche Beiträge in theologischen Fachzeitschriften, wie TZTh, BFChTh, ZKWL.